# Anjeza Shahini

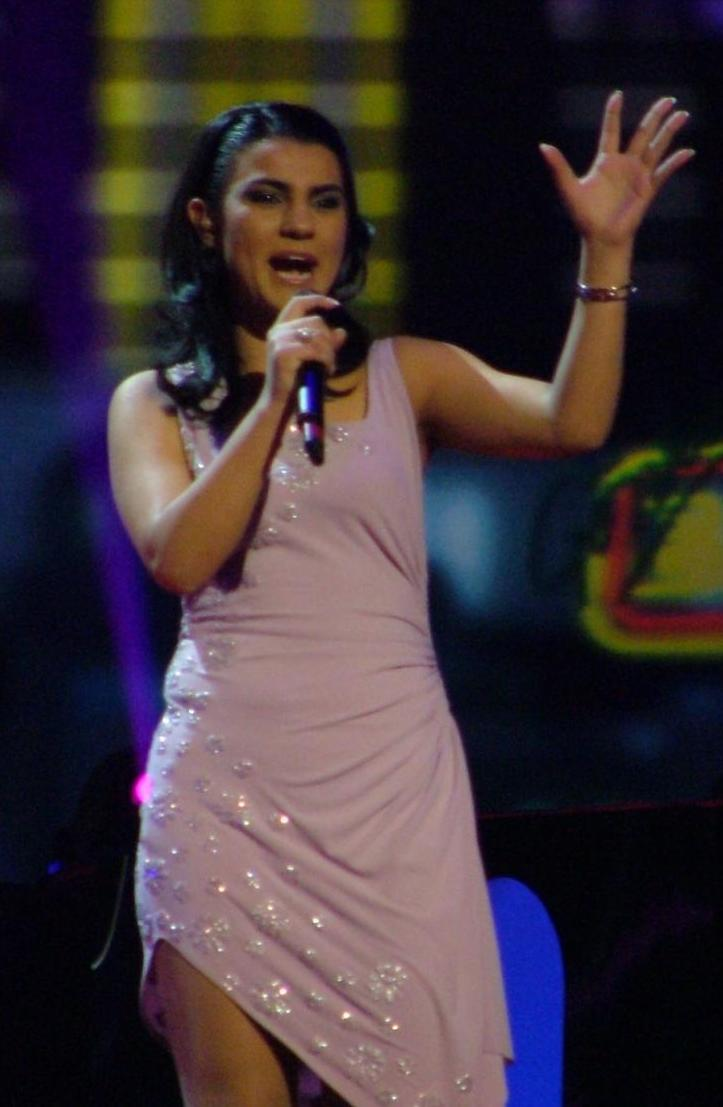
Während einer Probe am Eurovision Song Contest 2004

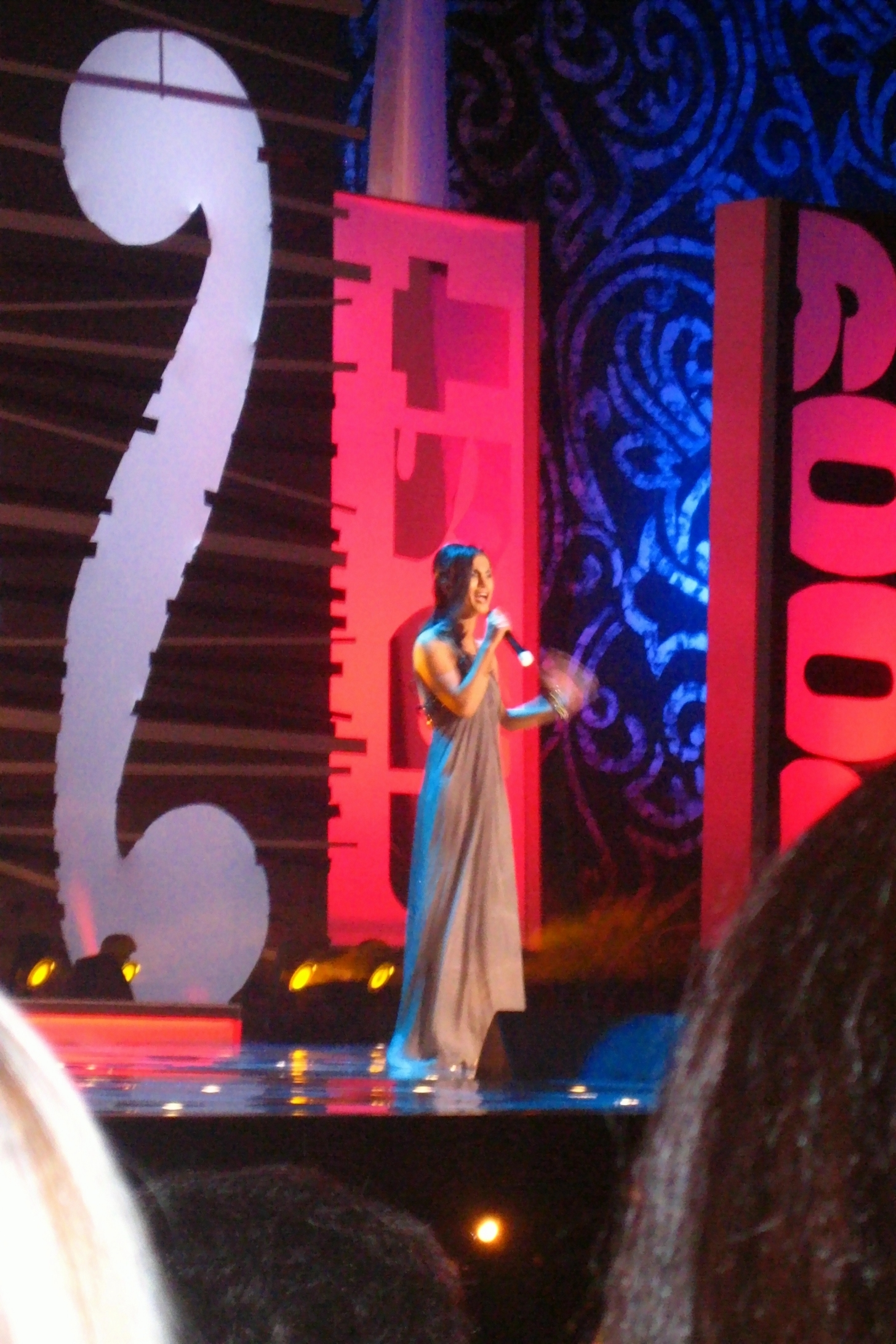
Auftritt am 48. Festivali i Këngës (2009)

Anjeza Shahini (* 4. Mai 1987 in Tirana) ist eine albanische Pop-Sängerin. Als erste Repräsentantin Albaniens nahm sie 2004 mit dem Lied The Image of You am Eurovision Song Contest teil.

## Leben
Im Alter von 16 Jahren nahm Anjeza an der Castingshow Ethet e së Premtes Mbrëma teil. Zusammen mit dem Sänger Klajdi Musabelliu trug sie im Finale das Stück You're the One That I Want aus Grease vor, was ihr den Sieg einbrachte.
Nach diesem Erfolg nahm sie im Dezember 2003 am Festivali i Këngës, einem Liederfestival des staatlichen albanischen Fernsehens TVSH teil. Mit dem Lied Imazhi yt (Dein Bild) wurde Anjeza von den Fernsehzuschauern und der Jury zur Siegerin gewählt. Die Melodie des Liedes stammt von Edmond Zhulali, der albanische Originaltext von Agim Doçi. Als Siegerin des Festivali i Këngës qualifizierte sie sich auch für den Eurovision Song Contest 2004 in Istanbul.
Für den europäischen Wettbewerb wurde ihr Lied Imazhi yt ins Englische übersetzt. Damit das viereinhalbminütige Original den Wettbewerbsrichtlinien entsprach, musste das Lied auf drei Minuten gekürzt werden, was unter anderem durch einen schnelleren Rhythmus erreicht wurde. Shahini qualifizierte sich mit ihrem Vortrag für das Finale am 12. Mai 2004. Das europäische Publikum gab ihr 106 Punkte, womit sie den siebten Platz belegte, bis 2012 das beste Resultat eines albanischen Teilnehmers.
Im Jahr 2005 unterschrieb sie einen Vertrag mit der Wiener Managementfirma ICTM. Auch im Jahr 2005 nahm Anjeza am Festivali i Këngës teil. Mit dem Lied Pse ndal? (Weshalb anhalten?) schaffte sie es aber nicht unter die drei Bestplatzierten. 2006 studierte und arbeitete sie in Wien an ihrem ersten Album. Im September 2007 beendete sie ihr Pop-, Rock- und Jazzmusikstudium und kehrte zurück nach Albanien mit der Absicht, weiter an ihrer Karriere zu arbeiten.
Im Sommer 2008 veröffentlichte sie ihr erstes Album, das den Namen Erdhi momenti trägt. Komponiert wurden die Lieder des Albums von Adrian Hila und auch ihrer älteren Schwester Bela. Zu den Liedern Erdhi Momenti und Lot Pendimi wurden Musikvideos produziert.
2009 erreichte sie am Festivali i Këngës mit dem Lied Në pasqyrë (Im Spiegel), komponiert von Sokol Marsi, den zweiten Platz. Im Dezember 2012 erreichte sie mit dem Lied Love am Festivali i Këngëss wiederum den zweiten Platz. 2014 nahm sie mit dem Lied Energji bei der Musik-Show Kënga Magjike teil, nachdem sie früher im Jahr das Lied Magnet veröffentlicht hatte.

## Diskografie

### Alben
- 2008: Erdhi Momenti

### Singles
- 2003: Nëse të ndodh
- 2004: The Image of You
- 2004: Mes nesh (feat. Marigona Band)
- 2005: Pse ndal
- 2006: Welcome to Europe
- 2007: Nxënësja më e mirë
- 2009: Ne pasqyrë
- 2011: Ti dhe unë (feat. Dren Abazi & ZZOrchestra)
- 2012: Të desha shume
- 2012: Nesër nuk do të jetë njësoj
- 2012: Love
- 2014: Ujë në shkretëtirë[7]
- 2014: Magnet
- 2014: Energji

### Soundtracks
- 2013: Dashuria e Bjeshkëve te Nemuna 2